# Obrona Jasnej Góry (1770–1772)
Oblężenie Jasnej Góry – obrona Jasnej Góry w Częstochowie prowadzona od 10 września 1770 do 18 sierpnia 1772 w czasie konfederacji barskiej.
Kazimierz Pułaski i Michał Walewski podstępem zajęli klasztor 10 września 1770, czyniąc go bazą konfederacką. Generalność mianowała dowódcą Walewskiego, ale rzeczywistą władzę miał Pułaski. Klasztor próbował zdobyć pułkownik Iwan Drewicz (Drewitz), operujący w tym rejonie. Pomocnikami Pułaskiego byli generał major Karol Zawoyski, Filip Radzimiński i przeor Pafnucy Brzeziński.
Pod koniec 1770 Pułaski w garnizonie Jasnej Góry miał 300 jazdy i 700 piechoty. Drewicz bez powodzenia próbował zdobyć klasztor od 31 grudnia 1770 do 14 stycznia 1771. Obrona klasztoru przyczyniła się do wzrostu reputacji Pułaskiego.
Jasna Góra ostatecznie została zdobyta przez wrogów konfederacji 18 sierpnia 1772.